# Sammy Case
Sammy Case là một diễn viên khiêu dâm đồng tính nam sinh tại Florida, Hoa Kỳ. Anh xuất hiện lần đầu tiên trên ấn bản tháng 4 và tháng 5 của tờ All-boy Magazine, và pornographic movies. Case cũng có mặt trong rất nhiều trang web khiêu dâm đồng tính nam như: Boyfun, Boyfunk, and 8teenBoys. Anh thường đóng vai bottom trong những cảnh làm tình.
Case là một người mẫu đồng tính trẻ với mái tóc vàng và rất nữ tính. Case có dương vật dài 7 inch (18 cm) đã cắt da quy đầu. Điểm đặc biệt nổi bật của anh là đôi môi dày và mọng cùng mái tóc vàng bồng bềnh.
Dù thân hình khá mảnh khảnh nhưng Case lại rất có cơ bắp. Anh cho rằng đó là do sở thích cử tạ của mình: "Bố tôi đã mua cho tôi một bộ tạ khi tôi còn học trung học và tôi đã bị nghiện..." Case tập mỗi ngày.
Phần biểu diễn hay nhất của anh là trong phim của Colt Studios' Buckleroos, trong phim anh thủ vai một nam thanh niên truyền giáo Mormon. Case xuất hiện trên bìa lịch của All Boy Calendar năm 2006. Trước khi bước vào sự nghiệp khiêu dâm, Sammy Case đã từng làm vũ công khoả thân tại những câu lạc bộ ở bãi biển Fort Lauderdale, Florida.
Sammy hiện đang sống tại Westampton Beach, Long Island, New York và cố gắng trở lại cuộc sống bình thường.

## Những phim đã tham gia
- Three Dollar Hook Ups
- Desperate Houseboys (2005)
- Chicken Ala Twink (2005)
- Buckleroos Part 1
- Buckleroos Part 2 (2004) as Gabriel
- Twink-a-licious (2004)... aka Twinkalicious (International: English title)
- Sammy Case Superstart (2004)
- Sammy & Elijah
- Sammy Case & Friends
- Seducing Sammy
- eXposed: The Making of a Legend